# Johann Michael Wächter

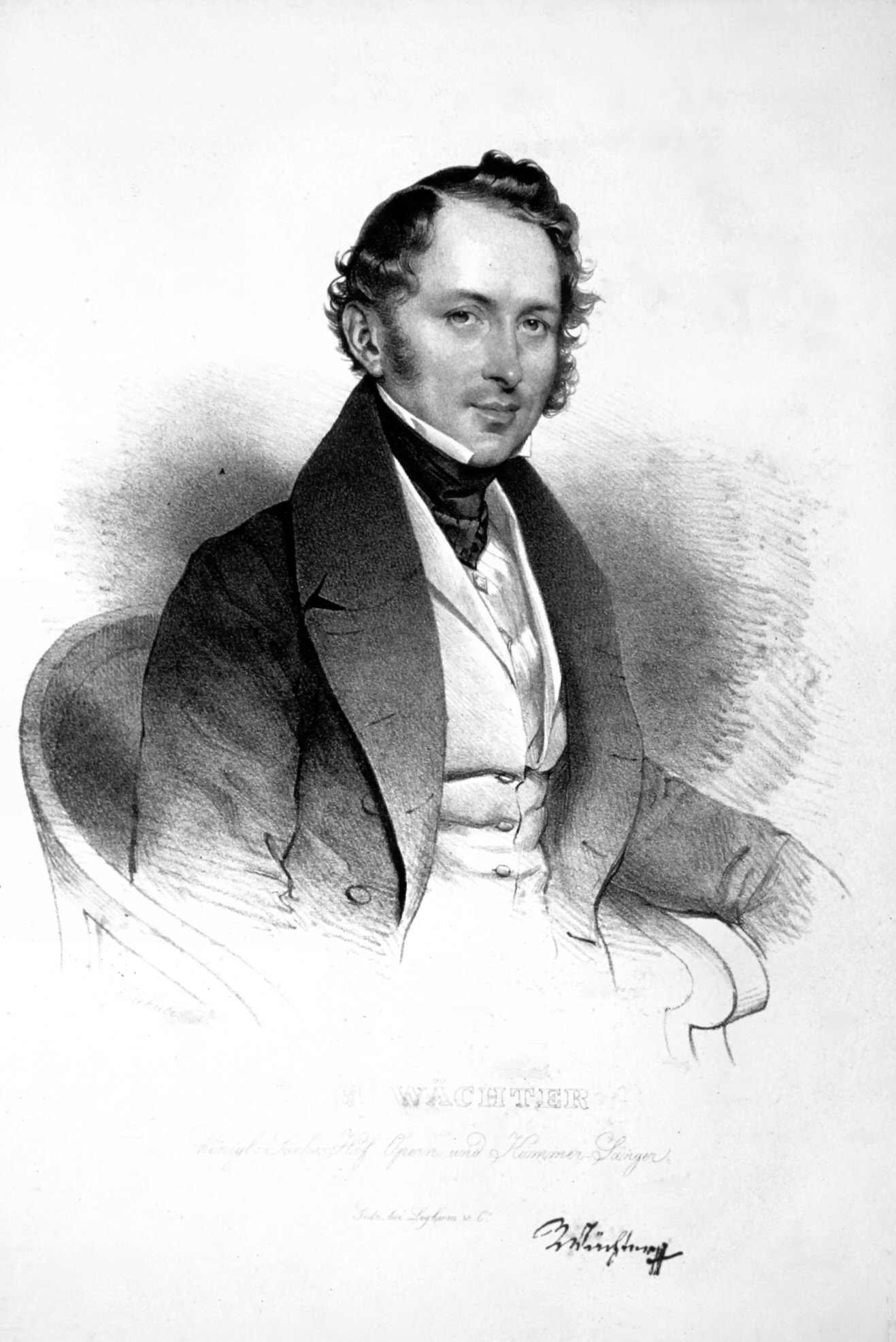
Johann Michael Wächter, Lithographie von Josef Kriehuber, 1834

Johann Michael Wächter (* 2. März 1794 in Rappersdorf, Oberösterreich; † 26. Mai 1853 in Dresden) war ein österreichischer Opernsänger (Bassbariton) sowie sächsischer Kammersänger.

## Leben
1816 ging  Wächter zum Studium der Rechte nach Wien. Hier fiel seine schöne Bassstimme auf und er beschloss sein Studium aufzugeben und sich im Gesang ausbilden zu lassen. Schon 1819 debütierte er in der Titelrolle von Mozarts Don Giovanni in Graz. Es folgten Engagements in Pest  (1821),  Wiener Hofoper(1824) und Berlin. 1827 wurde er Mitglied der Dresdner Hofoper, wo er bis zum Ende seiner Karriere blieb. 1852 wurde er nach 25-jähriger Dienstzeit zum königlich-sächsischen Kammersänger ernannt.
Er sang in drei Uraufführungen von Opern Wagners: den Orsini in Rienzi (1842), die Titelrolle im Fliegenden Holländer (1843) und den Biterolf im Tannhäuser (1845). Hector Berlioz, der ihn im Fliegenden Holländer in Dresden hörte, lobte seine Stimme, als eine der schönsten Baritonstimmen, die er je gehört hatte.
Richard Wagner dagegen bemängelte später seine Korpulenz und Bewegungen bei der Uraufführung des Fliegenden Holländers.
Seine Frau, die Mezzosopranistin Therese Wächter-Wittmann, sang auch in Dresden und übernahm die Rolle der Mary in der Uraufführung des Fliegenden Holländers.